# Liste der Bodendenkmäler in Castell (Unterfranken)
Auf dieser Seite sind die Bodendenkmäler in der unterfränkischen Gemeinde Castell zusammengestellt. Diese Tabelle ist eine Teilliste der Liste der Bodendenkmäler in Bayern. Grundlage ist die Bayerische Denkmalliste, die auf Basis des Bayerischen Denkmalschutzgesetzes vom 1. Oktober 1973 erstmals erstellt wurde und seither durch das Bayerische Landesamt für Denkmalpflege geführt wird. Die folgenden Angaben ersetzen nicht die rechtsverbindliche Auskunft der Denkmalschutzbehörde.

## Bodendenkmäler in Castell
| Lage                    | Objekt | Akten-Nr.     | Bild                      |
| ----------------------- | --- | ------------- | ------------------------- |
| (Standort)              | Archäologische Befunde des Mittelalters im Bereich der Wüstung Bernbuch. | D-6-6227-0005 |                           |
| (Standort)              | Mittelalterlicher und frühneuzeitlicher Burgstall. | D-6-6228-0004 |                           |
| (Standort)              | Untertägige Baustrukturen einer hochmittelalterlichen Vorgängerbebauung sowie des spätmittelalterlichen Turmhügels Altkastell.                                                 | D-6-6228-0005 | Untertägige Baustrukturen |
| (Standort)              | Bestattungsplatz mit Grabhügeln vorgeschichtlicher Zeitstellung. | D-6-6228-0006 |                           |
| (Standort)              | Bestattungsplatz mit Grabhügel vorgeschichtlicher Zeitstellung. | D-6-6228-0007 |                           |
| (Standort)              | Bestattungsplatz mit verebneten vorgeschichtlichen Grabhügeln. | D-6-6228-0013 |                           |
| (Standort)              | Körpergräber frühgeschichtlicher Zeitstellung oder des Mittelalters. | D-6-6228-0014 |                           |
| Kirchplatz 1 (Standort) | Archäologische Befunde des Mittelalters und der frühen Neuzeit im Bereich der evangelisch-lutherischen Pfarr- und Schlosskirche St. Johannis von Castell.                      | D-6-6228-0025 | weitere Bilder            |
| (Standort)              | Archäologische Befunde im Bereich des frühneuzeitlichen Schlosses von Castell mit untertägigen Teilen der zugehörigen barocken Gartenanlage (Burgstall Oberschloss (Castell)). | D-6-6228-0028 | weitere Bilder            |